# Papinniemi (Parikkala)
Koordinaten: 61° 48′ 0″ N, 29° 58′ 20″ O
Papinniemi ist eine Wüstung auf einer schmalen Halbinsel nördlich von  Uukuniemi  in der Gemeinde Parikkala in Ostfinnland.

## Befund

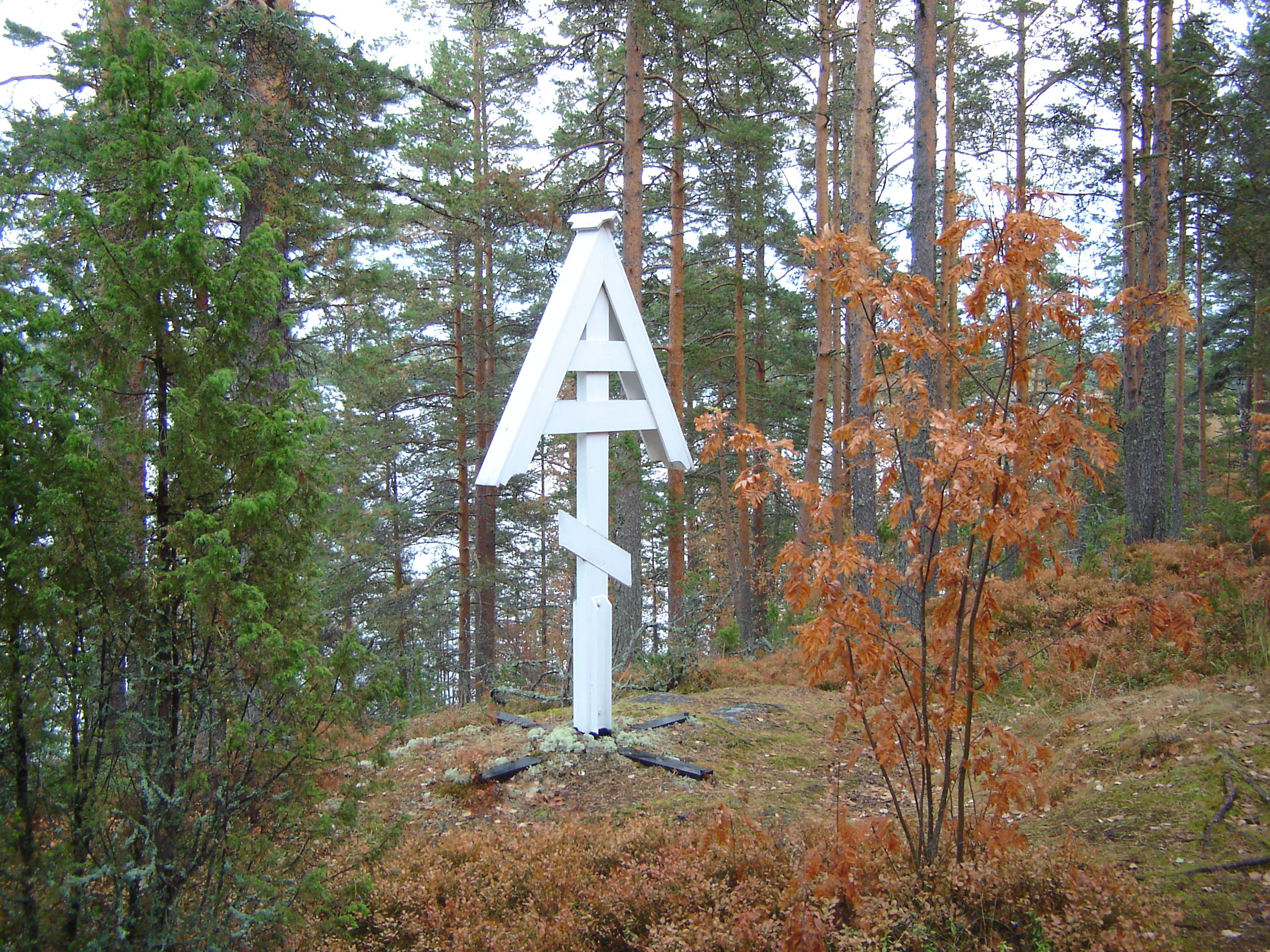
Orthodoxes Wegkreuz an der Stelle der ehemaligen Kirche in Papinniemi

Es handelt sich um die Überreste eines Dorfs aus dem 15. bis 17. Jahrhundert mit einer orthodoxen Kirche und ihres Friedhofes. Die Siedlung wurde wahrscheinlich nach dem Russisch-Schwedischen Krieg von 1656 bis 1661 verlassen. Papinniemi ist eine von den zahlreichen orthodoxen Siedlungen, die in Karelien existierten. 
Erwähnt wurde der archäologische Fundplatz schon 1882, er geriet aber wieder in Vergessenheit. Die archäologischen Grabungen begannen im Jahre 1995, durchgeführt hauptsächlich von Wissenschaftlern der Universität Turku. Die außergewöhnlichen und reichen Funde machen die Stelle einmalig, da die orthodoxe Kultur dieser historischen Periode in diesen Breiten zuvor archäologisch kaum erforscht worden ist.
Auch die Besiedlungsgeschichte, die durch den Einsatz archäologischer und pollenanalytischer Methoden rekonstruiert wurde, ist derzeit Gegenstand wissenschaftlicher Diskussionen.